# 昌北停车场
昌北停车场位于南昌市新建区乐化镇（南昌经济技术开发区代管），昌九城际铁路以东、电厂专线以南，是南昌轨道交通1号线二期北延的一个车辆段，接轨1号线二期北延汇贤大道站。

## 结构
用地面积约211.951亩，目前设有一个运用库，预留停车列检库。
设20条股道，包括：停车列检库9股道，洗车库1股道，轮对受电弓检测棚1股道，调机工程库1股道，出入场线、库内外辅助线等；设10栋功能建筑包括运用库、综合楼，以及污水处理站、调机库、洗车机库、材料棚等功能间。

## 历史
- 2014年3月21日公示了《南昌市城市快速轨道交通建设规划（2014-2020）环评》名为乐化停车场[5]
- 2015年5月5日《南昌市城市轨道交通第二期建设规划(2015-2021)》得到国家发改委批复，包含停车场在内的1号线二期北延被砍[6][7][8][9][10][11]
- 2019年4月2日公布《南昌市城市轨道交通第二期建设规划调整（2020-2025）》环评公众意见征询名为昌北停车场[12]
- 2020年11月24日，国家发改委批复了关于调整南昌市城市轨道交通第二期建设规划方案名为昌北停车场。[13]
- 2023年12月1号线北延昌北停车场开始铺轨[4]